# Shiva (ebraismo)
Shiva (ebraico: שבעה - lett. "sette") è un periodo di sette giorni di lutto nell'ebraismo per parenti di primo grado: padre, madre, figlio, figlia, fratello, sorella e coniuge. Il rituale viene chiamato "seduta di shiva" (in inglese: "sitting shiva"). Subito dopo la sepoltura, i succitati parenti assumono la condizione halakhica di "avel" (ebraico: אבל "persona in lutto"). Tale condizione dura sette giorni, durante i quali i membri della famiglia si riuniscono tradizionalmente in una delle loro abitazioni (preferibilmente la casa della persona defunta) e ricevono visitatori in cordoglio. Al funerale, per tradizione le persone in lutto si strappano un indumento esterno, rituale noto come keriah. Tale indumento viene indossato durante tutta la shiva.

## Etimologia
La parola Shiva proviene dall'ebraico shiv'ah, che letteralmente significa "sette". La tradizione si è sviluppata dalla storia in Genesi 50:1-14, dove Giuseppe rimpiange la morte di suo padre Giacobbe (Israele) per sette giorni.

## Keriah
L'indumento strappato, usualmente una camicia, una giacca o maglia che "copra il cuore", viene indossato durante tutto il periodo della shiva (pratica nota come "keriah"; ortografia alternativa "keriyah", "kria"), eccetto lo Shabbat. Gli ebrei conservatori e riformati di solito indossano un pezzo di nastro nero strappato invece dell'indumento lacerato. Questa usanza rappresenta ed esprime il dolore della persona in lutto.